# Глэсспул, Мэри Дуглас
Мэри Дуглас Гласспул (англ. Mary Douglas Glasspool; род. 23 февраля 1954, Нью-Йорке, США) — викарный епископ Лос-Анджелесской епархии Епископальной церкви США. Мэри Гласспул является вторым после Джина Робинсона епископом в Англиканском сообществе, не скрывающим своей гомосексуальности, и первой лесбиянкой, что вызвало мировой резонанс. Её избрание сопровождается острыми дискуссиями церковных иерархов, которые боятся за целостность сообщества.

## Биография
Родилась 23 февраля 1954 года в семье англиканского священника на Статен-Айленде, Нью-Йорк, США. В 1954 году семья переехала в Гошен (Нью-Йорк), где её отец служил в церкви Св. Иакова вплоть до своей смерти в 1989 году. Отношение с отцом складывались сложные, поскольку он выступал против рукоположения женщин.
С 1972 по 1976 год Гласспул училась в колледже Диккинсона, штат Пенсильвания, который окончила как бакалавр гуманитарных наук. В 1976 году Глэсспул поступила в англиканскую семинарию в Кембридже (Массачусетс), закончив его со степенью магистра богословия. В июне 1981 года она была рукоположена в сан диакона, а в марте 1982 года — священника. В 1981 году Гласспул стала помощницей настоятеля в церкви Св. Павла в Честнат-Хилл, Филадельфия, где служила до 1984 года. С 1984 по 1992 год она служила настоятельницей церкви Свв. Луки и Маргариты в Бостоне, а с 1992 по 2001 год — настоятельницей церкви Св. Маргариты в Аннаполисе. В 2001 году Гласспул стала каноником Мэрилендской епархии Епископальной церкви США.
Она была избрана на пост викарного епископа Епископальной церкви США 4 декабря 2009 года и, получив одобрение большинства архиереев и разрешение председательствующего епископа Епископальной церкви США, рукоположена в архиерейский сан 15 мая 2010 года.
Гласспул является семнадцатой женщиной и первой открыто гомосексуальной женщиной, избранной в архиереи Епископальной церкви США. Она и её партнерша, Бекки Сандерс, живут вместе с 1988 года.